# Garbagnate Milanese
Garbagnate Milanese és un municipi italià, situat a la regió de la Llombardia i a la ciutat metropolitana de Milà. L'any 2004 tenia 27.167 habitants.